# Koenigsegg Gemera
Koenigsegg Gemera — проект четырёхместного полноприводного гибридного автомобиля (PHEV) класса Gran Turismo, разработанный шведской компанией Koenigsegg.

## Дизайн и конструкция
Gemera — первый четырёхместный автомобиль, разработанный Koenigsegg. Как и у других моделей Koenigsegg, кузов представляет собой монокок из углеродного волокна с алюминиевыми подструктурами. Выхлопная система изготовлена из титана. Главным дизайнером модели является Александр Селипанов, который до этого участвовал в создании Bugatti Chiron и моделей под маркой Genesis.

### Технические характеристики
На автомобиль планируется устанавливать трехцилиндровый 2,0-литровый бензиновый двигатель Koenigsegg TFG мощностью 600 л. с., оснащённый двумя турбокомпрессорами и имеющий массу всего 70 кг, и три электродвигателя — один на коленчатом валу и два на задней оси (по одному на каждое колесо). Общая мощность двигателей — 1723 л.с, крутящий момент — 3498 Н·м. Время разгона до 100 км/ч — 1,9 секунды, до 400 км/ч — чуть менее 20 секунд, максимальная скорость составляет 402 км/ч. Koenigsegg Gemera оснащён трансмиссией Koenigsegg Direct Drive без коробки передач, которая устанавливалась на модель Regera.